# کالت جونونه
کالت جونونه (به ایتالیایی: Cala Gonone) یک منطقهٔ مسکونی در ایتالیا است که در دورگالی واقع شده‌است. کالت جونونه ۱٬۲۷۸ نفر جمعیت دارد و ۲۰ متر بالاتر از سطح دریا واقع شده‌است.